# Mindre svartfenad revhaj
Mindre svartfenad revhaj (Carcharhinus melanopterus) är en hajart som tillhör familjen gråhajar (Carcharhinidae). Denna hajart ska inte förväxlas med större svartfenad revhaj (Carcharhinus limbatus). De båda har svartspetsiga fenor och blandas oftast ihop.

## Beskrivning
Mindre svartfenad revhaj har svarta spetsar över samtliga fenor fast och ett vitt stråk som avgränsar basen till de svarta spetsarna. Den har också en trubbig nos vilket skiljer den från större svartfenade revhajen. De svarta spetsarna är också mer tydliga än hos större svartfenad revhaj. Andra ryggfenan är större än hos den större svartfenade revhajen. Ögonen är ovalt formade och större än hos större svartfenad revhaj i förhållande till kroppsstorleken. Oftast är ryggfärgen ljusbrun eller sandfärgad.
Det är en medelstor haj som vanligen blir 90–115 cm, men kan bli ända upp till strax under två meter lång.
Den har ingen gälmuskulatur för att aktivt pumpa vatten över gälarna. Obligat ramventilerande hajar kan dock ligga stilla på botten där vattnet är tillräckligt strömt.

## Utbredning
Hajen lever i varmt tempererade hav. Den svartfenade revhajen är en så kallad obligat ramventilerare vilket innebär att de hela tiden måste simma för att andas. 
I Sverige kan man se dessa hajar på Sjöfartsmuseet Akvariet, Kolmårdens Tropicarium, Universeum, Aquaria Vattenmuseum och Tropikariet i Helsingborg.

## Galleri

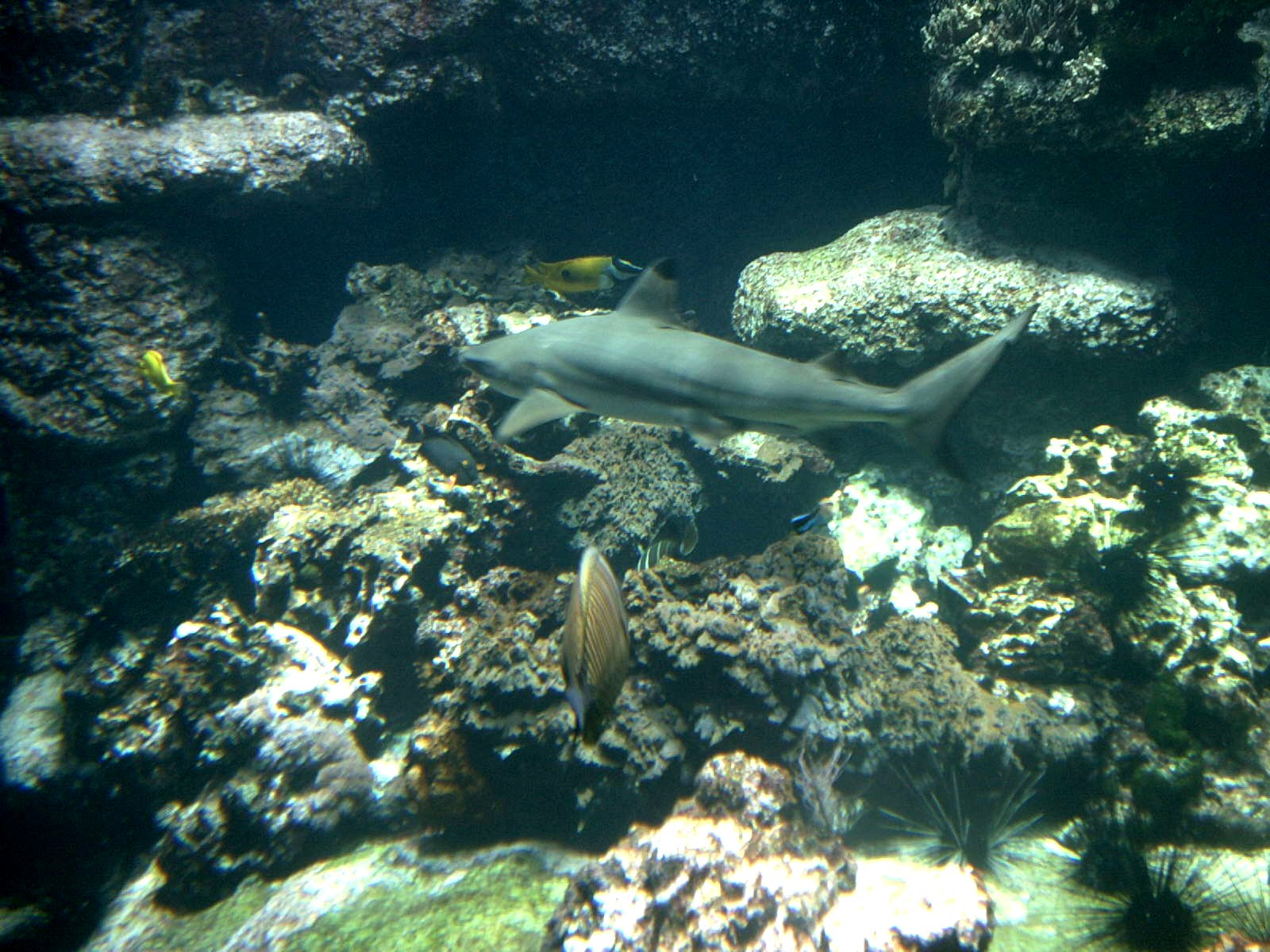
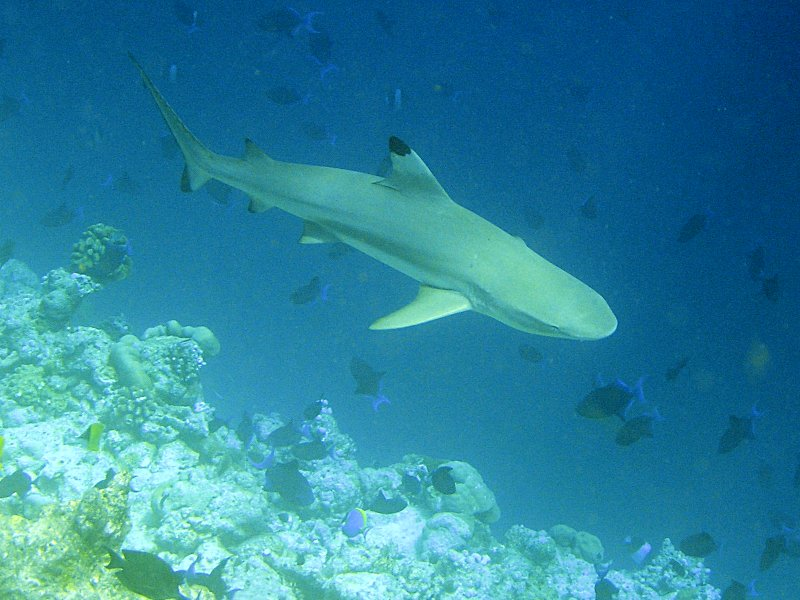
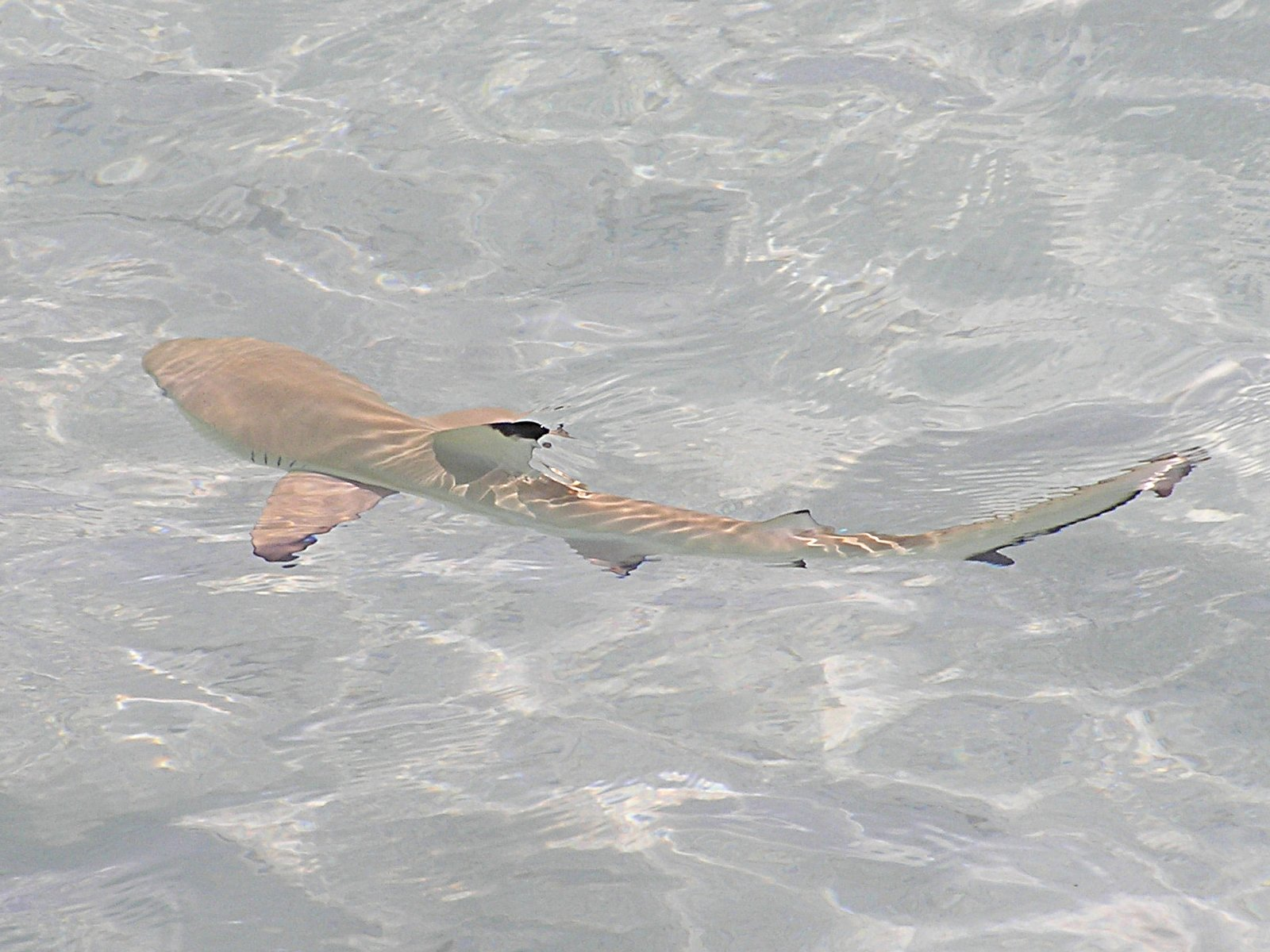

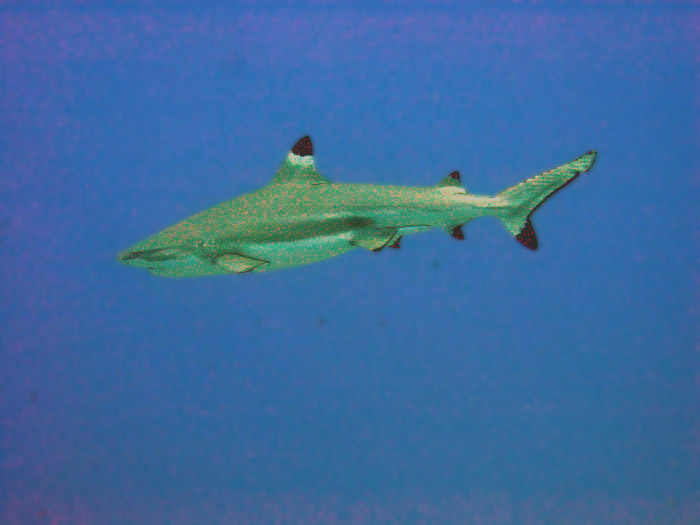
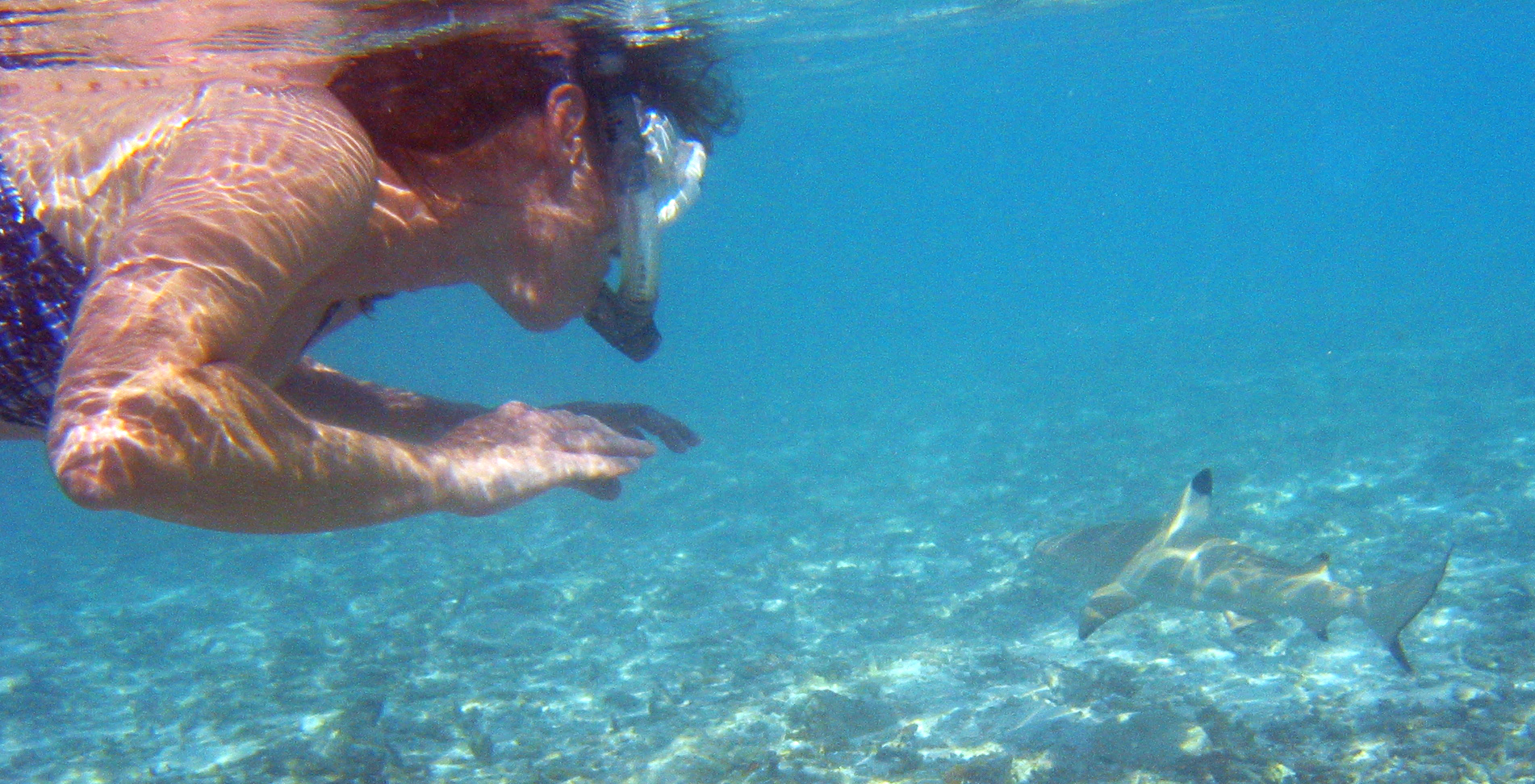